# 1994-es magyar úszóbajnokság
Az 1994-es magyar úszóbajnokságot – amely a 96. magyar bajnokság volt – augusztusban rendezték meg Budapesten a Komjádi uszodában.

## Eredmények

### Férfiak
| Versenyszám                         | Arany                                                               | Arany    | Ezüst                                                          | Ezüst    | Bronz                                                                  | Bronz    |
| ----------------------------------- | ------------------------------------------------------------------- | -------- | -------------------------------------------------------------- | -------- | ---------------------------------------------------------------------- | -------- |
| 50 m gyorsúszás augusztus 6.        | Czene Attila Sport Plusz SE                                         | 23,48    | Szabados Béla Békéscsaba                                       | 23,59    | Zubor Attila MAC                                                       | 24,38    |
| 100 m gyorsúszás augusztus 3.       | Czene Attila Sport Plusz SE                                         | 50,79    | Zubor Attila MAC                                               | 51,46    | Szabados Béla Békéscsaba                                               | 51,60    |
| 200 m gyorsúszás augusztus 1.       | Czene Attila Sport Plusz SE                                         | 1:50,90  | Zubor Attila MAC                                               | 1:53,30  | Kalaus Valter Bp. Honvéd                                               | 4:02,87  |
| 400 m gyorsúszás augusztus 5.       | Zubor Attila MAC                                                    | 3:58,56  | Horváth Péter MAC                                              | 3:59,05  | Kalaus Valter Bp. Honvéd                                               | 4:02,87  |
| 1500 m gyorsúszás augusztus 7.      | Kade Zoltán Bp. Honvéd                                              | 15:55,47 | Kollár Miklós Bp. Spartacus                                    | 16:37,52 | Hartai György Bp. Spartacus                                            | 16:41,01 |
| 100 m hátúszás augusztus 6.         | Deutsch Tamás Bp. Honvéd                                            | 56,94    | Ágh Olivér MAC                                                 | 58,97    | Bánki Rajmund Bp. Spartacus                                            |          |
| 200 m hátúszás augusztus 3.         | Deutsch Tamás Bp. Honvéd                                            | 2:01,78  | Ágh Olivér MAC                                                 | 2:03,88  | Bánki Rajmund Bp. Spartacus                                            | 2:07,21  |
| 100 m mellúszás augusztus 1.        | Rózsa Norbert Sport Plusz SE                                        | 1:02,66  | Güttler Károly Bp. Spartacus                                   | 1:03,02  | Kovács Vilmos Ferencvárosi TC                                          | 1:05,24  |
| 200 m mellúszás augusztus 5.        | Rózsa Norbert Sport Plusz SE                                        | 2:14,72  | Güttler Károly Bp. Spartacus                                   | 2:17,26  | Kovács Vilmos Ferencvárosi TC                                          | 2:19,87  |
| 100 m pillangóúszás augusztus 2.    | Horváth Péter MAC                                                   | 55,47    | Deutsch Tamás Bp. Honvéd                                       | 56,81    | Kovács Vilmos Ferencvárosi TC                                          | 57,46    |
| 200 m pillangóúszás augusztus 6.    | Horváth Péter MAC                                                   | 2:02,67  | Kiss Zsolt Dunaferr                                            | 2:06,06  | Kollár Miklós Bp. Spartacus                                            | 2:07,58  |
| 200 m vegyes úszás augusztus 7.     | Czene Attila Sport Plusz SE                                         | 2:03,61  | Zubor Attila MAC                                               | 2:07,02  | Güttler Károly Bp. Spartacus                                           | 2:08,74  |
| 400 m vegyes úszás augusztus 2.     | Bánki Rajmund Bp. Spartacus                                         | 4:34,37  | Batházi István Bp. Honvéd                                      | 4:39,15  | Magyarovits Zoltán Bp. Honvéd                                          | 4:43,74  |
| 4 × 100 m gyorsváltó augusztus 5.   | MAC Ágh Olivér Unghváry Gergely Horváth Péter Zubor Attila          | 3:32,88  | Bp. Honvéd Szente Nagy Deutsch Tamás Kalaus Valter             | 3:33,95  | Bp. Spartacus Bánki Rajmund Hortobágyi Güttler Károly Kollár Miklós    | 3:42,73  |
| 4 × 200 m gyorsváltó augusztus 2.   | MAC Ágh Olivér Unghváry Gergely Horváth Péter Zubor Attila          | 7:46,59  | Bp. Honvéd Deutsch Tamás Kalaus Valter Nagy Attila Kade Zoltán | 7:54,44  | Bp. Spartacus Kollár Miklós Bánki Rajmund Güttler Károly Hartai György | 8:03,91  |
| 4 × 100 m vegyes váltó augusztus 7. | Bp. Honvéd Deutsch Tamás Szaniszló András Nagy Attila Szente Viktor | 3:54,25  | MAC Ágh Olivér Zubor Attila Horváth Péter Unghváry Gergely     | 3:54,63  | Bp. Spartacus Bánki Rajmund Güttler Károly Kollár Miklós Kiss          | 3:55,05  |

### Nők
| Versenyszám                         | Arany                                                                           | Arany   | Ezüst                                                                         | Ezüst   | Bronz                                                         | Bronz   |
| ----------------------------------- | ------------------------------------------------------------------------------- | ------- | ----------------------------------------------------------------------------- | ------- | ------------------------------------------------------------- | ------- |
| 50 m gyorsúszás augusztus 7.        | Lakos Gyöngyvér Ferencvárosi TC                                                 | 27,24   | Fábián Katalin Bp. Spartacus                                                  | 27,44   | Sándor Rita Dunaferr                                          | 28,24   |
| 100 m gyorsúszás augusztus 1.       | Lakos Gyöngyvér Ferencvárosi TC                                                 | 58,30   | Körmendi Zsófia Bp. Spartacus                                                 | 1:00,29 | Nagy Marina Bp. Spartacus                                     | 1:00,93 |
| 200 m gyorsúszás augusztus 2.       | Egerszegi Krisztina Bp. Spartacus                                               | 2:04,77 | Lakos Gyöngyvér Ferencvárosi TC                                               | 2:05,88 | Fábián Katalin Bp. Spartacus                                  | 2:06,31 |
| 400 m gyorsúszás augusztus 3.       | Fábián Katalin Bp. Spartacus                                                    | 4:22,63 | Kovács Rita Nyíregyháza                                                       | 4:25,77 | Körmendi Zsófia Bp. Spartacus                                 | 4:29,55 |
| 800 m gyorsúszás augusztus 6.       | Kovács Rita Nyíregyháza                                                         | 9:05,33 | Berzlánovics Éva Dunaferr                                                     | 9:17,26 | Balázs Eszter Bp. Honvéd                                      | 9:36,53 |
| 100 m hátúszás augusztus 3.         | Egerszegi Krisztina Bp. Spartacus                                               | 1:01,7  | Fekete Szandra Bp. Spartacus                                                  | 1:07,23 | Molnár Bp. Spartacus                                          | 1:07,88 |
| 200 m hátúszás augusztus 7.         | Egerszegi Krisztina Bp. Spartacus                                               | 2:08,95 | Fekete Szandra Bp. Spartacus                                                  | 2:23,69 | Gazda Annamária Bp. Spartacus                                 | 2:24,51 |
| 100 m mellúszás augusztus 5.        | Pataky Katalin Ferencvárosi TC                                                  | 1:14,33 | Lengyel Dorottya Debreceni Dózsa                                              | 1:16,50 | Dancs Anita Dunaferr                                          | 1:17,72 |
| 200 m mellúszás augusztus 2.        | Pataky Katalin Ferencvárosi TC                                                  | 2:38,72 | Egerszegi Krisztina Bp. Spartacus                                             | 2:41,48 | Lengyel Dorottya Debreceni Dózsa                              | 2:43,34 |
| 100 m pillangóúszás augusztus 5.    | Egerszegi Krisztina Bp. Spartacus                                               | 1:02,93 | Lakos Gyöngyvér Ferencvárosi TC                                               | 1:04,80 | Petrás Nikolett Ferencvárosi TC                               | 1:05,13 |
| 200 m pillangóúszás augusztus 7.    | Egerszegi Krisztina Bp. Spartacus                                               | 2:15,48 | Körmendi Zsófia Bp. Spartacus                                                 | 2:19,99 | Petrás Nikolett Ferencvárosi TC                               | 2:20,84 |
| 200 m vegyes úszás augusztus 6.     | Egerszegi Krisztina Bp. Spartacus                                               | 2:19,03 | Fábián Katalin Bp. Spartacus                                                  | 2:21,23 | Kelley Bp. Spartacus                                          | 2:28,29 |
| 400 m vegyes úszás augusztus 1.     | Egerszegi Krisztina Bp. Spartacus                                               | 4:48,09 | Fábián Katalin Bp. Spartacus                                                  | 4:59,13 | Kelley Bp. Spartacus                                          | 5:11,11 |
| 4 × 100 m gyorsváltó augusztus 3.   | Ferencvárosi TC Lakos Gyöngyvér Petrás Nikolett Pataky Katalin Székely Ildikó   | 4:01,04 | Bp. Spartacus Egerszegi Krisztina                                             | 4:02,03 | Dunaferr Berzlánovics Éva Keserű Erika Oláh Anita Sándor Rita | 4:14,45 |
| 4 × 200 m gyorsváltó augusztus 1.   | Bp. Spartacus Körmendi Zsófia Nagy Marina Egerszegi Krisztina Fábián Katalin    | 8:40,93 | Ferencvárosi TC Petrás Nikolett Székely Ildikó Pataky Katalin Lakos Gyöngyvér | 8:48,60 | Dunaferr Berzlánovics Éva Keserű Erika Oláh Anita Sándor Rita | 8:53,17 |
| 4 × 100 m vegyes váltó augusztus 6. | Bp. Spartacus Egerszegi Krisztina Claire Douglas Körmendi Zsófia Fábián Katalin | 4:24,25 | Ferencvárosi TC Székely Ildikó Pataky Katalin Petrás Nikolett Lakos Gyöngyvér | 4:30,92 | Dunaferr Dancs Ágnes Dancs Anita Oláh Anita Sándor Rita       | 4:30,92 |